# 陽光之家
《陽光之家》，是香港的一本校園文學月刊雜誌，1986年2月由已故作家何紫創辦，令香港青少年有接觸香港文學的人機會，引發他們對寫作的興趣。
《陽光之家》共出版六十五期，至1991年7月出版後終因虧蝕過鉅而停刊。